# Heide (Radevormwald)
Heide ist ein Ort in Radevormwald im Oberbergischen Kreis im nordrhein-westfälischen Regierungsbezirk Köln in Deutschland.

## Lage und Beschreibung

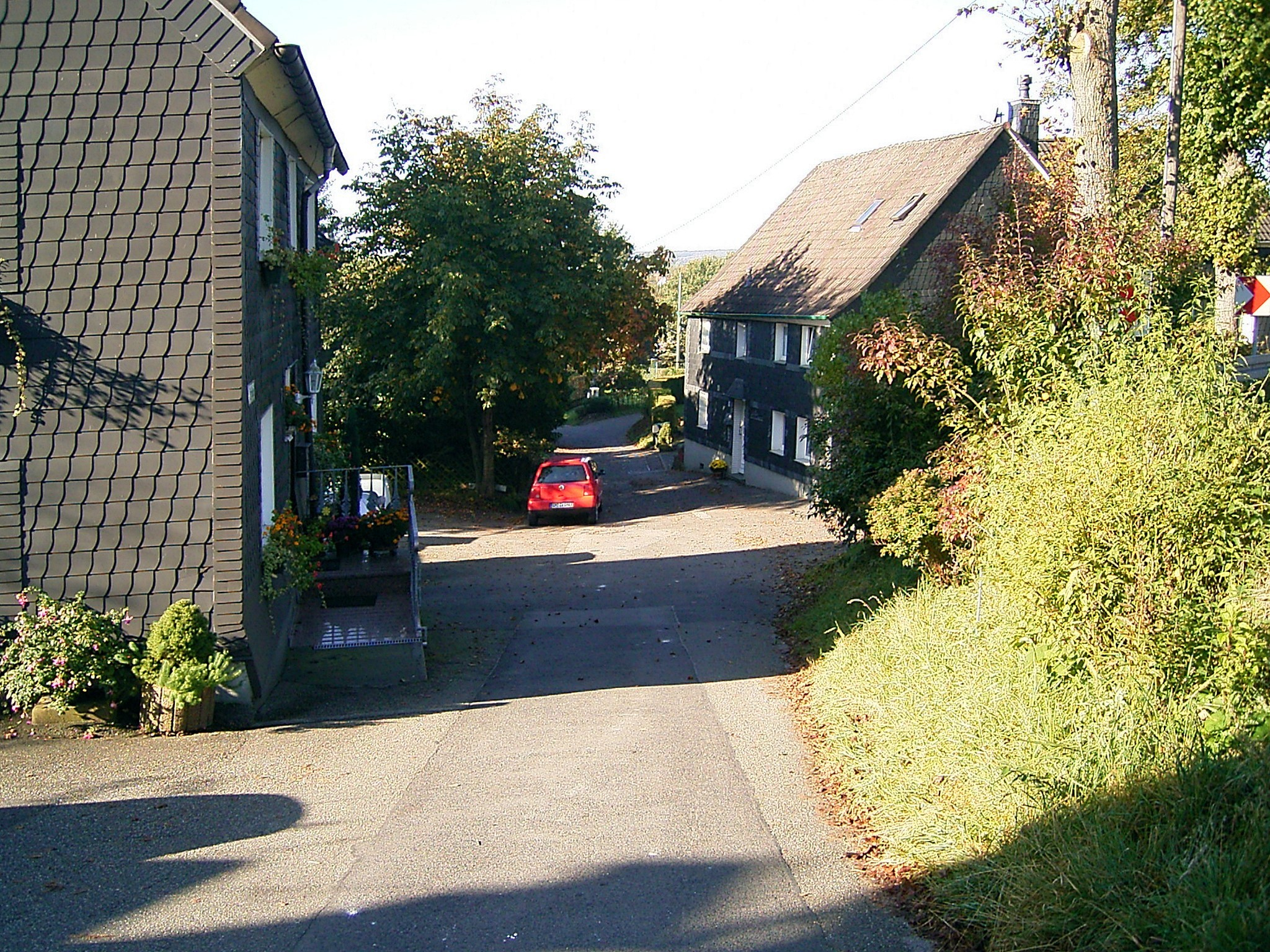
Ein einzelnes Gehöft in der Ortschaft Heide

Der Ort liegt an der Landesstraße 412 zwischen Heidersteg und Grünenbaum nahe der Wuppertalsperre. Weitere Nachbarorte sind Honsberg und Berg.
Westlich von Heide fließt der in die Wuppertalsperre mündende Heider Bach. Ein Zufluss des Heider Bachs, der Bach Heider Siepen entspringt im östlichen Teil des Orts.

## Geschichte
1487 wurde der Ort das erste Mal urkundlich erwähnt und zwar „Aleff up der Heyden ist aufgeführt in den Auflassung (=Darlehnsliste) für Herzog Wilhelm III. von Berg“.
Schreibweise der Erstnennung: Heyden
Vor der Stilllegung der Bahnstrecke der Wuppertal-Bahn (Kursbuchstrecke 403) zwischen
Radevormwald und Wuppertal besaß Heide einen eigenen Haltepunkt.

## Politik und Gesellschaft
Politisch wird der Ort durch den Direktkandidaten des Wahlbezirks 12 im Rat der Stadt Radevormwald vertreten.

## Bus- und Bahnverbindungen
An den ÖPNV ist Heide durch die Bürgerbuslinie 3 „Honsberger“ angebunden.

## Freizeit

### Wander- und Radwege
Der Radrundweg R1 verläuft auf der alten Bahntrasse durch den Ort.